# Revue Soins
 (mars 2015).
Si vous disposez d'ouvrages ou d'articles de référence ou si vous connaissez des sites web de qualité traitant du thème abordé ici, merci de compléter l'article en donnant les références utiles à sa vérifiabilité et en les liant à la section « Notes et références ».
La Revue Soins est un magazine mensuel français appartenant au groupe  Elsevier. C'est un magazine professionnel destiné aux infirmiers et aux infirmières.

## Description
Sur le marché de la presse professionnelles à destination des infirmières, La Revue de l'infirmière appartient également au groupe Elsevier et L'Infirmière Magazine appartient au groupe Wolters Kluwer.